# Eugeniusz Ludwik Hoffman
Eugeniusz Ludwik Hoffman (ur. 19 czerwca 1907 w Jarosławiu, zm. wiosną 1940) – polski lekarz weterynarii, kapitan lekarz weterynarii Wojska Polskiego, ofiara zbrodni katyńskiej.

## Życiorys
Syn Franciszka i Julii z Pasławskich, w 1931 ukończył Akademię Medycyny Weterynaryjnej we Lwowie. W 1932 ukończył Szkołę Podchorążych Rezerwy Kawalerii i został przydzielony do 10 Pułku Strzelców Konnych. Rok później został przeniesiony do 12 Pułku Ułanów Podolskich, służył tam jako lekarz weterynarii do 1939. Mieszkał w Krzemieńcu.  
W czasie kampanii wrześniowej 9 września 1939 został ranny w Brzezinach. Po agresji ZSRR na Polskę wzięty do niewoli sowieckiej i przewieziony do obozu w Starobielsku. Wiosną 1940 został zamordowany przez funkcjonariuszy NKWD w Charkowie i pogrzebany potajemnie w bezimiennej mogile zbiorowej w Piatichatkach, gdzie od 17 czerwca 2000 mieści się oficjalnie Cmentarz Ofiar Totalitaryzmu w Charkowie. Figuruje na Liście Starobielskiej NKWD, pod poz. 3510.  

## Upamiętnienie
5 października 2007 minister obrony narodowej Aleksander Szczygło mianował go pośmiertnie na stopień majora. Awans został ogłoszony 9 listopada 2007 w Warszawie, w trakcie uroczystości „Katyń Pamiętamy – Uczcijmy Pamięć Bohaterów”.
10 kwietnia 2013 na terenie Państwowej Wyższej Szkoły Techniczno-Ekonomicznej w Jarosławiu miała miejsce uroczystość związana z Dniem Pamięci Ofiar Zbrodni Katyńskiej, podczas której nastąpiło odsłonięcie pamiątkowej tablicy oraz symboliczne posadzenie pięciu Dębów Pamięci honorujących polskich oficerów, m.in. Eugeniusza Hoffmana.

## Ordery i odznaczenia
- Krzyż Srebrny Orderu Virtuti Militari – pośmiertnie[12]